# Into the Moon
Into the Moon è un album pubblicato in nuova Zelanda nel 1992 dai The Puddle. I brani dal n. 11 al n. 17 erano già stati pubblicati nel mini album Pop Lib nel 1986.

## Tracce
1. The White Birds
2. Psych Thing
3. Monogamy
4. Into The Moon
5. Rat Pack
6. K3
7. Everything Alright
8. Dr Brill
9. Sodom & Gomorrah
10. Interstellar Gothic
11. Spaceship #9 (*)
12. Billie & Franz (*)
13. Candy and a Currant Bun  (*) (scritta da Syd Barrett)
14. Jealousy (*)
15. Lacsydaisical (*)
16. Magic Words (*)

(*) già pubblicati nel mini album Pop Lib del 1986.

## Musicisti
- Ross Jackson - basso
- Lindsay Maitland - corno francese
- Lesley Paris - batteria, percussioni (brani da 11 a 17)
- Norma O'Malley - percussioni, voce, flauto (brani da 11 a 17)
- George Henderson - chitarra, voce, pianoforte
- Norman Dufty - batteria (brani da 1 a 10)
- Jenny Crooks - organo, voce (brani da 1 a 10)